# 1313 Berna
1313 Berna è un asteroide della fascia principale. Scoperto nel 1933, presenta un'orbita caratterizzata da un semiasse maggiore pari a 2,6593137 au e da un'eccentricità di 0,2060929, inclinata di 12,54526° rispetto all'eclittica.
L'asteroide è dedicato all'omonima città svizzera.
Nel 2004 ne è stata scoperta la probabile natura binaria, senza tuttavia assegnare un nome pur provvisorio al satellite. Le due componenti del sistema, distanti tra loro 25 km, avrebbero dimensioni comparabili di circa 10,6 e 8,37 km. Questa configurazione porrebbe il baricentro esternamente a entrambi i corpi che ruoterebbero intorno ad esso in circa 25,464 ore.